# جيمس إتش هنتر
جيمس إتش هنتر هو مؤلف وكاتب كندي، ولد في 1890، وتوفي في 1992.